# Nghi lễ (Nho giáo)
Nghi lễ (chữ Hán:儀禮) là một trong thập tam kinh của Nho giáo, nội dung ghi chép các loại lễ nghi trước thời Tần, trong đó chủ yếu ghi chép lễ nghi của sĩ đại phu. Trước thời Tần không rõ mục lục các thiên của Nghi lễ, đến đầu thời Hán có Cao Đường Sinh truyền thụ một bản Nghi lễ bao gồm 17 thiên. Ngoài ra còn có một bản Cổ văn Nghi lễ bao gồm 56 thiên, nay đã thất truyền. Nghi lễ cùng với Lễ ký và Chu lễ được gọi chung là Tam lễ.

## Lịch sử văn bản
Thời Thương, Chu có rất nhiều lễ nghi, được gọi là "ba trăm lễ nghi, ba ngàn uy nghi", nhưng do không có các chức vụ chuyên môn để huấn luyện và diễn tập nên chưa thể thực hiện các lễ nghi này. Sau khi Tần Thủy Hoàng đốt sách, "Lễ" bị thất truyền, chỉ có Cao Đường Sinh là còn nhớ được. Thời Hán, Nghi lễ bao gồm 17 thiên, chia làm bốn loại là quan hôn (hôn nhân), triều sính (đi thăm viếng các nước khác), tang tế (tang lễ và cúng tế), xạ hương (bắn cung ở trong làng). Trong 17 thiên thì ngoại trừ 4 thiên Sĩ tương kiến lễ, Đại xạ lễ, Thiếu lao quỹ thực lễ, Hữu ti triệt, các thiên còn lại đều có phần "Ký". Trong thiên Tang phục còn có phần "Truyện", tương truyền do học trò của Khổng Tử là Tử Hạ sáng tác. Đầu thời Hán Nghi lễ chỉ được gọi tắt là Lễ (禮), là lời kinh của "Lễ", còn được gọi là Sĩ lễ (士禮).
Học giả về "Lễ" là Bành Lâm phân tích rằng: "Có thể nhận định là Cao Đường Sinh truyền Nghi lễ cho Tiêu Phấn, Tiêu Phấn truyền cho Mạnh Khanh, Mạnh Khanh truyền cho Hậu Thương, Hậu Thương truyền cho Đại Đới (Đới Đức), Tiểu Đới (Đới Thánh), Khánh Phổ, đó là năm đệ tử được truyền thụ Kinh Lễ vào thời Hán. Tuy nhiên theo Sử ký, Nho lâm truyện, trước Tiêu Phấn còn có Từ Thị, Kinh Lễ của Tiêu Phấn đương nhiên có được từ Từ Thị, quan hệ giữa Từ Thị và Cao Đường Sinh thế nào không rõ".
Thời Hán, Kinh Lễ trong Ngũ kinh là sách Nghi lễ, tên gọi Nghi lễ xuất hiện sớm nhất là trong Hậu Hán thư của Phạm Diệp. Đến thời Tấn chính thức được gọi là Nghi lễ, các gia tộc quyền quý lúc bấy giờ lấy làm điểm chính yếu của tông pháp, đặc biệt coi trọng 4 thiên ghi chép về tang lễ là Tang phục, Sĩ tang lễ, Ký tịch lễ, Sĩ ngu lễ. Đến thời Đường, Kinh Lễ là Tiểu Đới Lễ ký, sau đó dần dần chuyển thành Tam lễ (Nghi lễ, Lễ ký, Chu lễ) trong Thập tam kinh như hiện nay.
Thời Hán có bốn bản Nghi lễ là bản của Đại Đới, bản của Tiểu Đới, bản của Khánh Phổ và bản Biệt lục của Lưu Hướng. Bản Nghi lễ còn tồn tại đến ngày nay là bản kim văn, chỉ có 17 thiên, ít hơn bản cổ văn tới 39 thiên.
Nghi lễ ghi chép tường tận về chế độ cung thất, trang phục, ẩm thực, tang lễ thời cổ đại, giống như một bức tranh miêu tả về sinh hoạt trong xã hội cổ đại. Thời Đường, Giả Công Ngạn biên soạn Nghi lễ sớ bao gồm 17 quyển, thời Nam Tống hợp nhất với lời chú thích của Trịnh Huyền thành Nghi lễ chú sớ. Thời Nguyên, Ngao Kế Công biên soạn Nghi lễ tập thuyết. Các quan lại trong Tứ khố toàn thư quán thời Thanh căn cứ trong Vĩnh Lạc đại điển cho biết thời Tống có Trương Thuần biên soạn sách Nghi lễ thức ngộ. Hồ Bồi Huy thời Thanh biên soạn Nghi lễ chính nghĩa.

## Văn bản mới phát hiện
Trong quần thể các ngôi mộ cổ thời Hán ở thôn Ma Chủy Tử, hương Tân Hoa, quận Lương Châu, thành phố Vũ Uy, tỉnh Cam Túc phát hiện được một bản Nghi lễ viết trên thẻ tre, là bản cổ nhất được phát hiện cho đến nay. Tổng cộng có 469 thẻ tre và gỗ, được viết bằng lệ thư, mặt trước và mặt sau có mã số thứ tự, trên mặt thẻ tre có ký hiệu cạo sửa và khuyên tròn, chấm câu. Được chia làm ba bản A, B, C: bản A có 398 thẻ gỗ, mỗi thẻ dài 55,5 ~ 56 cm, rộng 0,75 cm, bao gồm 7 thiên Sĩ tương kiến, Phục truyện, Đặc sinh, Thiếu lao, Hữu ti, Yến lễ, Thái xạ, bản B có 37 thẻ gỗ, mỗi thẻ dài 50,05 cm, rộng 0,5 cm, nội dung chỉ có thiên Phục truyện, bản C có 34 thẻ tre, mỗi thẻ dài 56,5 cm, rộng 0,9 cm, nội dung chỉ có thiên Tang phục.

## Nội dung
| STT | Chữ Hán    | Bính âm           | Hán-Việt              |
| 1   | 士冠禮     | Shiguan li        | Sĩ quán lễ            |
| 2   | 士昏禮     | Shihun li         | Sĩ hôn lễ             |
| 3   | 士相見禮   | Shi xiangjian li  | Sĩ tương kiến lễ      |
| 4   | 鄉飲酒禮   | Xiang yinjiu li   | Hương ẩm tửu lễ       |
| 5   | 鄉射禮     | Xiang she li      | Hương xạ lễ           |
| 6   | 燕禮       | Yan li            | Yến lễ                |
| 7   | 大射       | Dashe             | Đại xạ                |
| 8   | 聘禮       | Pin li            | Sính lễ               |
| 9   | 公食大夫禮 | Gongshi dafu li   | Công thực đại phu lễ  |
| 10  | 覲禮       | Jin li            | Cận lễ                |
| 11  | 喪服       | Sang fu           | Tang phục             |
| 12  | 士喪禮     | Shi sang li       | Sĩ tang lễ            |
| 13  | 既夕禮     | Ji xi li          | Ký tịch lễ            |
| 14  | 士虞禮     | Shi yu li         | Sĩ ngu lễ             |
| 15  | 特牲饋食禮 | Tesheng kuishi li | Đặc sinh quỹ thực lễ  |
| 16  | 少牢饋食禮 | Shaolao kuishi li | Thiếu lao quỹ thực lễ |
| 17  | 有司徹     | Yousi che         | Hữu ti triệt          |

## Các tác phẩm chú giải
- Nghi lễ chú sớ: Trịnh Huyền thời Đông Hán biên soạn Nghi lễ chú, Giả Công Ngạn thời Đường biên soạn Nghi lễ sớ, bao gồm 40 quyển, là một trong Thập tam kinh chú sớ.
- Nghi lễ tích nghi của Phương Bao thời Thanh.